# Universidad de Garissa
La Universidad de Garissa es una universidad pública keniana ubicada en la ciudad de Garissa.

## Historia
La Universidad de Garissa fue fundada en 2011 como colegio universitario de la Universidad de Moi, surgiendo de la antigua escuela de profesores de Garissa. La biblioteca de la escuela fue instalada en 1996, como recurso para el centro de profesores. El primer bibliotecario se contrató en 2006. Fue la primera y única escuela de postsecundaria que ofrecía cursos universitarios de la Provincia nororiental. La institución proporciona cursos en áreas de educación, ciencias de la información, artes y ciencias sociales.
El director de la escuela en 2015 era el profesor Ahmed Warfa, el ayudante principal (Finanzas) era el profesor Kirimi Kiriamiti, y el director educativo era el profesor Genevieve Mwayuli. La universidad cuenta con 75 empleados.

## Atentado terrorista de 2015
En abril de 2015, un grupo de hombres armados entraron en la universidad matando 147 personas e hiriendo a otras 79. Los atacantes admitieron pertenecer al grupo terrorista Al-Shabaab y alegaron que estaban atacando a no musulmanes que ocupaban territorio musulmán.